# 孙开
孙开为战国末期越国灭亡后逃至江南的原越国王族后裔，具体生卒年份不详，大约和楚考烈王同时。孙开在位时曾派他的儿子守在吴郡的安地，与春申君对峙。

## 出处
1. ↑   《续汉书·
郡国志·吴郡》“安”县下注引《越绝书》:“有西岑冢,越王孙开所立,以备春申君,使其子守之,子死,遂葬城
中。”

| 前任： 余复 | 战国越国君主 大约和楚考烈王同时 | 繼任： 不详 |